# Drăgoești (Ialomița)
Drăgoești es una comuna ubicada en el distrito de Ialomița, Rumania.

## Superficie
Cuenta con una superficie de 47,45 kilómetros cuadrados.

## Demografía
Hasta 2021 la población era de 1069 habitantes, con una densidad de población de 22,53 habitantes por kilómetro cuadrado.